# وینانیتلو (فیارانتسوآ II)
وینانیتلو (به لاتین: Vinanitelo) یک منطقهٔ مسکونی در ماداگاسکار است که در Fianarantsoa II واقع شده‌است. وینانیتلو ۱۰٬۰۰۰ نفر جمعیت دارد و ۱٬۰۹۰ متر بالاتر از سطح دریا واقع شده‌است.